# レプチャ文字

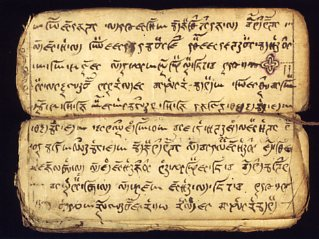

レプチャ文字(Lepcha script)またはロン文字(Róng script)とは、レプチャ人がレプチャ語を書くために用いているアブギダである。アブギダには珍しく、音節末の子音はダイアクリティカルマークとして書かれる。

## 歴史
レプチャ文字はチベット文字から派生し、おそらくビルマ文字の影響も受けた。伝承によれば、18世紀初頭にシッキムのチベット系王朝のPhyagdor Namgyal王子によって、または17世紀にThikúng Men Salóngという学者によって発明されたとされる。文字が水平に書かれるようになってから、文字は原型のチベット文字から90°回転したその新しい向きになった。これは、最終子音の特異な書き方をもたらした。

## 類型

元来の方向でのレプチャ文字の子音(Lazóngという)

レプチャ文字は現在水平に書かれるが、書字方向の変化によってチベット文字での付加ダイアクリティカルマークとしての結合形(合字)からの 8つの音節末子音字に変形が生まれた。他のほとんどのブラフミー系文字と同じように、短母音/-a/は書かれない。他の母音は先行子音の前(/-i, -o/)、後ろ(/-ā, -u/)、下(/-e/)のダイアクリティカルマークで書かれる。しかし長音記号は他の末尾子音のダイアクリティカルマークのように、先行字の上に書かれ、  /-o/や/-u/と融合する。 (/-ō/と融合するときはしかし、末尾子音の下に置かれる。)先行母音は独立した字を持たず、＆のような形のゼロ子音en:Zero consonantのダイアクリティカルマークで書かれる。
中間の/-y-/ and /-r-/のための前置ダイアクリティカルマークがあり、 (krya)と結合されうる。 中間の /-l-/はしかし7つの専用の結合字がある。つまり/ka/の字と似ていない/kla/のための特殊な字がある。 ( /gla/だけが単純なダイアクリティカルマークで書かれる。)
末尾字の1つである /-ŋ/はこのパターンの例外である。最初に他の末尾の文字と違って、末尾 の/-ŋ/ は最初の子音の左、そして前置された母音の前にさえに書かれる。例えば、 /kiŋ/は"ngki"と書く。2つ目に、  /-ŋ/の前には固有の母音は存在しない。 短母音の /-a-/さえこの状況特有のダイアクリティカルマークで書かなければならない(子音字の回りを180°回転した長母音/-ā/のダイアクリティカルマークとして現れる)。 よって /kaŋ/は、通常のパターンで予測されるような "kng" ではなく、"ngka"と書かれる。

## ユニコード
レプチャ文字は2008年4月のバージョン5.1のリリース時にUnicodeスタンダードに追加された。
レプチャ文字用のUnicodeのブロックはU+1C00–U+1C4Fである。灰色部分は割り当てがないことを表している。
| Lepcha[1] (PDF)                    |   |   |   |   |   |   |   |   |   |   |   |   |   |   |   |   |
|                                    | 0 | 1 | 2 | 3 | 4 | 5 | 6 | 7 | 8 | 9 | A | B | C | D | E | F |
| U+1C0x                             | ᰀ | ᰁ | ᰂ | ᰃ | ᰄ | ᰅ | ᰆ | ᰇ | ᰈ | ᰉ | ᰊ | ᰋ | ᰌ | ᰍ | ᰎ | ᰏ |
| U+1C1x                             | ᰐ | ᰑ | ᰒ | ᰓ | ᰔ | ᰕ | ᰖ | ᰗ | ᰘ | ᰙ | ᰚ | ᰛ | ᰜ | ᰝ | ᰞ | ᰟ |
| U+1C2x                             | ᰠ | ᰡ | ᰢ | ᰣ | ᰤ  | ᰥ  | ᰦ  | ᰧ  | ᰨ  | ᰩ  | ᰪ  | ᰫ  | ᰬ  | ᰭ  | ᰮ  | ᰯ  |
| U+1C3x                             | ᰰ  | ᰱ  | ᰲ  | ᰳ  | ᰴ  | ᰵ  | ᰶ  | ᰷  |   |   |   |   |   |   |   | ᰿ |
| U+1C4x                             | ᱀ |   |   |   |   |   |   |   |   |   |   |   |   |   |   | ᱏ |
| Notes 1.^As of Unicode version 6.1 |   |   |   |   |   |   |   |   |   |   |   |   |   |   |   |   |